# 黑海海軍部隊
黑海海軍部隊，是土耳其、保加利亞，羅馬尼亞，烏克蘭，俄羅斯和格魯吉亞在2001年成立的黑海海軍合作計劃。

## 歷史
黑海海軍部隊成立的最初目的是“合作促進黑海海域及其以外地區的安全與穩定，加強區域各國之間的友誼和睦鄰關係，並增加這些國家海軍之間的相互操作性”。
成立以來，黑海海軍部隊已經進行了幾次聯合海軍演習，但是已多次停演。妍2008年的俄羅斯-格魯吉亞戰爭導致格魯吉亞暫停參與演習和俄羅斯拒絕參與涉及格魯吉亞的演習。2014年，在烏克蘭發生動亂後，該夥伴關係於2014年被暫停。2015年，一架俄羅斯飛機被土耳其部隊擊落後，俄羅斯暫停了土耳其的黑海海軍部隊的成員資格。